# Paweł Strzelecki
Paweł Edmund Strzelecki (Polsk udtale: [ˈpavɛw ˈɛdmunt stʂɛˈlɛt͡skʲi]; 20. juli 1797 – 6. oktober 1873), også kendt som Paul Edmund de Strzelecki og Sir Paul Strzelecki, var en polsk opdagelsesrejsende, geolog, humanist, adelsmand, videnskabsmand og filantrop, som i 1845 også blev britisk statsborger. Han er kendt for sine opdagelsesrejser i Australien, specielt Snowy Mountains og Tasmanien, og for at bestige og navngive det højeste – 2228 meter – bjerg på kontinentet, Mount Kosciuszko.

## Tidlige år
Strzelecki blev født 1797, i Głuszyna (Glausche) nær Poznań (Posen), i et polsk område som 1793 var blevet indlemmet i Kongeriget Preussen. Han var tredje barn af Franciszek Strzelecki og Anna født Raczyńska, der begge var fra den polske adelsstand (szlachta), som på dette tidspunkt lejede et herresæde i Głuszyna. I Australien blev Strzelecki omtalt som greve, men der er ingen dokumentation for, at han selv brugte den titel.
Da Poznań var en del af Preussen, blev Strzelecki også preussisk statsborger. Han forlod skolen uden at blive optaget på universitetet og tjente kortvarigt i den preussiske hær hos thüringske ulaner i det 6. regiment, på det tidspunkt kendt som det polske regiment, da de fleste var polakker. Strzelecki stoppede hurtigt, da han ikke kunne forlige sig med den strenge preussiske disciplin. Kort efter blev han lærer på et herresæde for den lokale adel. Her forelskede han sig i en af sine elever, den 15-årige Aleksandryn (Adyna) Turno. Hendes fader, Adam Turno, afviste dog Strzeleckis bejleri. Adyna og Strzelecki udvekslede breve i mere end 40 år, men de blev aldrig gift. En familiearv gav Strzelecki mulighed for at rejse til Østrig og Italien. Her mødte han den polske fyrst Franciszek Sapieha, som gjorde ham til forvalter på et gods i den russisk besatte del af Polen. Strzelecki var på dette tidspunkt omkring 26 år og passede sit arbejde med succes. Nogle år senere døde fyrsten,som efterlod en del af sin arv til Strzelecki. Det førte til en konflikt med fyrstens søn, Eustace, som nægtede at udbetale arven, en stor sum penge og et gods, til Strzelecki. Konflikten endte med, at Strzelecki måtte nøjes med en fjerdedel af den oprindelige arv. Strzelecki forlod Polen omkring 1829. Han rejste først til Frankrig, men boede i Storbritannien fra 1831 til 1834.
Der er få oplysninger om disse år. Han havde ikke nogen formel uddannelse i geologi, en videnskab der stadig var ny i England, men han var formodentligt selvlærd, som hans samtidige engelske kolleger.
8. juni 1834 tog han ud på en rejse, som skulle vare ni år, da han sejlede fra Liverpool til New York. Han rejste omkring i Nordamerika, hvor han analyserede jordbunden, undersøgte mineraler (traditionen siger han fandt kobber i Canada), besøgte farme for at studere jordbundsbevarelse og analysere glutenindholdet i hvede. I Sydamerika besøgte han i 1836 de vigtigste mineralområder, og han rejste op af vestkysten fra Chile til Californien. I denne periode blev han en stor modstander af slavehandel. Han besøgte også Cuba, Tahiti og andre øer i Stillehavet, før han kom til  New Zealand, formentligt i starten af 1839.

## Australien
25. april 1839 ankom han til Sydney. Han besøgte politikeren James Macarthur på hans farm i Camden. Her beskrev han et møde med tyske vinbønder, som familien Macarthur havde fået til Australien fra Rheingau-regionen: "Jeg var taget med min vært for at se farmen, markerne og vinen. Der var en række med 6 pæne hytter, omgivet af køkkenhaver og beboet af seks familier af tyske vinbønder, som udvandrede for to år siden til New South Wales, enten af nødvendighed eller lokket af håbet om at finde, på den anden side af havet, lykke, fred og glæde – måske endda retfærdighed og frihed. Den tyske hilsen jeg gav til den gruppe, der stod nærmest, var som en alarmklokke, der satte hele kolonien i bevægelse. Fædre, mødre og børn kom løbende for at se, hilse og tale med herren fra Tyskland. De troede, jeg var deres landsmand, var glade, udspurgte mig om Tyskland, Rhinen og deres hjemby. Jeg gjorde ikke noget for at bringe dem ud af vildfarelsen."
Strzeleckis hovedinteresse var Australiens mineralogi. I september fandt han guld og sølv nær Wellington (NSW) og i Vale of Clwyd, tæt på Hartley. Han indsamlede talrige prøver på australsk guld, som blev sendt til geologen Sir Roderick Murchison i London og også til Berlin. Guvernøren i New South Wales, Sir George Gipps, var bange for uroligheder blandt de 45.000 straffefanger, og satte en stopper for offentliggørelse af fundet.
Senere i 1839 tog Strzelecki ud på en ekspedition til de Australske Alper og udforskede Snowy Mountains med James Macarthur, James Riley og to aboriginske førere: Charlie Tarra og Jackey. I 1840 besteg han det højeste bjerg på det australske fastland. Han navngav det Mount Kosciuszko, til ære for Tadeusz Kościuszko, som var en polsk nationalhelt, der også deltog i den amerikanske uafhængighedskrig. På kort fra Victoria (men aldrig fra New South Wales) blev navnet Mount Kosciusko fejlagtigt brugt om nabobjerget, som i dag kendes som Mount Townsend. Det forårsagede dengang og også langt senere megen forvirring. Derefter udforskede Strzelecki Gippsland, som han navngav efter guvernøren. Da de havde krydset floden La Trobe, var de nødt til at efterlade hestene og alle de mineraler Strzelecki havde indsamlet, i et forsøg på at nå til Western Port på Victorias sydkyst. I 22 dage var de på grænsen til sult, men blev i sidste ende reddet af føreren Charlies evne til at fange vilde dyr. Det udmattede selskab nåede til Western Port 12. maj 1840 og nåede Melbourne 28. maj. Bjergkæden Strzelecki Ranges i det sydlige Gippsland er opkaldt efter ham.
Fra 1840 til 1842 udforskede han fra sin base i Launceston det meste af Tasmanien (dengang kendt som Van Diemen's Land). Strzelecki rejste som regel til fods med tre mænd og to pakheste. Hans venner, viceguvernør Sir John Franklin og hans kone Lady Jane støttede hans videnskabelige undersøgelser.
Strzelecki rejste fra Tasmanien 29. september 1842 med dampskib og ankom i Sydney 2. oktober. Han tog herfra til det nordlige New South Wales, hvor han også indsamlede mineraler. 22. april 1843 forlod han Australien efter at have rejst 11.000 kilometer gennem New South Wales, Victoria og Tasmanien. Han sejlede fra Sydney til England og besøgte på vejen tilbage Kina, Ostindien og Egypten.
I 1845 udgav han bogen Physical Description of New South Wales and Van Diemen's Land. Bogen fik Charles Darwins og andre videnskabsfolks anerkendelse, og han blev tildelt Royal Geographical Societys Founder's Medal. Den var en uovertruffen kilde til viden om Australien i mindst 45 år. I bogen beskrev han terra nullius som "lovmæssigt sofisteri" og skriver at indfødte australiere er "lige så stærkt tilknyttede til... land og de rettigheder som hører med, som en hvilken som helst europæisk politisk enhed." Han udgav også det første kort over Gippsland og en beskrivelse af området, som hjalp med at åbne denne frugtbare del af Victoria. Ligeledes udfærdigede han det første store geologiske kort over det østlige Australien og Tasmanien.
I 1845 blev han britisk statsborger.

## Filantropi
I efteråret og vinteren 1846–47 blev Irland ramt af hungersnød. I januar 1847 samlede en gruppe ledende bankfolk i England penge ind til at afhjælpe hungersnøden. De oprettede den private velgørenhedsfond British Relief Association, som nåede at indsamle £500.000. Strzelecki fik ansvaret for at uddele nødhjælpen i de irske grevskaber County Sligo, County Mayo og County Donegal, som var hårdest ramt af hungersnøden. Strzelecki udviklede en visionær og meget effektiv metode til at få hjælpen ud til familier og især børn. I stedet for at uddele hjælpen på offentlige steder, valgte han at uddele daglige fødevarerationer til børn i skolerne. Han uddelte også tøj og promoverede almindelig hygiejne. Da det toppede i 1848, fik 200.000 børn fra alle trosretninger mad takket være B.R.A., hvoraf mange ellers ville være omkommet af sult eller sygdom. Selv om han led af følgerne af tyfus, som han pådrog sig i Irland, arbejdede Strzelecki utrætteligt for at få nødhjælpen ud. Hans indsats blev bredt anerkendt i hans samtid. Som følge heraf blev han tildelt ordenen Companion of the Order of the Bath (CB) i november 1848.
Strzelecki hjalp fattige irske familier med at emigrere til Australien. Han var i mange år et aktivt medlem af Family Colonisation Loan Society, oprettet af Caroline Chisholm, og blev i 1854 formand for selskabet.
Han var også medlem af Lord Herberts Emigration Committee og af Duke of Wellingtons Emigration Committee. Han var derudover medlem af Crimean Army Fund Committee. Ved afslutningen af Krimkrigen ledsagede han Lord Lyons på et besøg i Sevastopol. Strzelecki lærte også Florence Nightingale at kende og hjalp hende med at publicere en række artikler.

## Død
Han døde af kræft i London i 1873 og blev begravet i Kensal Green Cemetery. I 1997 blev hans rester overført til en krypt i St. Adalbert-kirken i hans hjemby Poznań i Polen.
I sit testamente beordrede Strzelecki, at alle hans journaler, noter og breve skulle brændes. Derfor er der i dag mange ukendte sider af hans liv.

## Hædersbevisninger
Strzelecki blev fellow ved Royal Geographical Society og blev tildelt Founder's Medal for "udforskningen af det sydøstlige Australien". Selskabet udstiller stadig hans store geologiske kort over New South Wales og Tasmanien.
Han blev også udnævnt til fellow ved Royal Society, da han havde fået bred anerkendelse som opdagelsesrejsende og filantrop.
Han blev honorær doktor af civilret ved University of Oxford, og fik tildelt ordenerne Companion of the Order of the Bath (CB) i 1849 og Knight Commander of the Order of St Michael and St George (KCMG) i 1869.
I 1983 blev han afbildet på et frimærke fra Australia Post.

## Steder opkaldt efter Strzelecki
I Australien
- Strzelecki Ranges, Victoria, hvor den lille landsby Strzelecki også ligger. Jernbanen, Strzelecki railway line, førte gennem bjergene til landsbyen.
- Mount Strzelecki, Northern Territory
- Strzelecki Peak, Flinders Island
- Strzelecki Creek, South Australia
- Strzelecki Highway, Victoria
- Strzelecki Track, South Australia
- Strzelecki Desert, ørken øst for Lake Eyre i South Australia
- Strzelecki Scenic Lookout, Newcastle, New South Wales

I Canada
- Strzelecki Harbour

## Forfatterskab
- Physical Description of New South Wales. Accompanied by a Geological Map, Sections and Diagrams, and Figures of the Organic Remains (London, 1845).